# تپه حاجوک ۴
تپه حاجوک ۴ مربوط به سده‌های ۴ تا ۹ ه.ق است و در شهرستان زابل، بخش پشت آب، دهستان ادیمی، ۸۵۰ متری جنوب غرب روستای حاجوک واقع شده و این اثر در تاریخ ۲۰ اسفند ۱۳۸۵ با شمارهٔ ثبت ۱۸۰۷۸ به‌عنوان یکی از آثار ملی ایران به ثبت رسیده است.